# Рисер-Ларсен (море)
Море Рисер-Ларсен (на английски: Riiser-Larsen sea) е периферно море в Индоокеанския сектор на Южния (Арктически) океан край бреговете на Източна Антарктида – Бряг Принцеса Рагнхил на Земя Кралица Мод. Простира се между 14°и.д. (нос Седов) и 33°и.д. (полуостров Рисер-Ларсен), а приблизителната му граница на север се прекарва по 65°ю.ш. Западната му граница с море Лазарев се прекарва от нос Седов на север по 14°и.д., а източната – с море Космонавти от полуостров Рисер-Ларсен на север по подводния хребет Гунерус. Дължина от изток на запад около 750 km, ширина около 600 km, площ 1138,3 хил.km2. Голяма част от дъното на морето е с дълбочина над 3000 m, максимална – над 4500 m, в северната му част. Голяма част от годината е покрито с дрейфуващи ледове. От бреговете му се отделят множество айсберги.
Морето е наименувано от поредната съветска антарктическа експедиция през 1962 г. в чест на видния норвежки полярен изследовател Ялмар Рисер-Ларсен, който пръв изследва и картира бреговете му.